# HDR10
HDR10 Media Profile，通常稱為HDR10 （页面存档备份，存于） ，是美國消費者技術協會(CTA)於2015年8月27日宣布的開放高動態範圍視頻(HDR)標準。它是目前最廣泛使用的 HDR 格式。
HDR10 不向後兼容SDR。它包括HDR 靜態元數據，但不包括動態元數據。它不提供根據內容創作者的想法來優化消費者顯示器的內容的能力。
PQ10是指不包含任何元數據的 HDR10 格式
。
HDR10+是其加入動態元數據的更新HDR標準，使用在更進階的影音及超高清電視等。

## 技術細節
HDR10 定義為：
- EOTF：SMPTE ST 2084（PQ）
- 位深度：10位
- 原色：ITU-R BT.2020（與BT.2100原色相同）
- 靜態元數據：SMPTE ST 2086（控制顯示顏色量）、MaxFALL（最大幀平均亮度級別）和 MaxCLL（最大內容亮度級別）
- 顏色子採樣：4:2:0（針對壓縮視頻源）
- PQ10 是指使用 PQ、10 位和 Rec. 的 HDR 格式。2100 種原色，沒有任何元數據。

從技術上講，HDR10 的峰值亮度上限為 10,000 尼特，但常見的 HDR10 內容的峰值亮度為 1,000 到 4,000 尼特。
HDR10 不向後兼容SDR顯示器。
在色彩量低於 HDR10 內容的 HDR10 顯示器上（例如，峰值亮度能力較低），HDR10 元數據提供有助於調整內容的信息。然而，元數據是靜態的（整個視頻保持不變）並且不告訴內容應該如何調整。因此，決定取決於顯示，並且創作意圖可能不會被保留。
HDR10 的競爭格式包括 HDR10+ 和杜比視界 (Dolby Vision )（它們確實提供動態元數據，允許在每個顯示器上以及逐個場景或逐幀地保留創意意圖），以及 HLG（提供一定程度的向後兼容性）。

## 發展
HDR10 得到了眾多公司的支持，其中包括三星、LG、索尼、夏普、戴爾、VU和 Vizio 等顯示器和電視製造商以及索尼互動娛樂、微軟、Google和蘋果。分別PlayStation 4、Xbox One 視頻遊戲機和Apple TV平台上支持 HDR10。

### 硬件
- 電視
- 音視頻接口
- 智能手機顯示屏
- 智能手機相機
- 數碼相機
- 移動芯片
- 遊戲主機

### 內容
- 超高清藍光
- 串流媒體服務

### 軟件
- 媒體播放器
- 顏色分級